# HAL Dhruv
HAL Dhruv (Sánscrito: ध्रुव, español: "estrella polar") es un helicóptero multifunción desarrollado y fabricado por la compañía india Hindustan Aeronautics Limited (HAL). Es un helicóptero militar, pero también hay una versión civil. El Dhruv fue exportado a Nepal y Ecuador, y está en la agenda de varios otros países, tanto para usos militares como comerciales. Las versiones militares especializadas incluyen variantes de guerra antisubmarina y helicóptero de ataque.

## Desarrollo
HAL anunció por primera vez el programa Advanced Light Helicopter (ALH) en noviembre de 1984, pero el progreso es lento. Incluso después de que el primer prototipo volara en agosto de 1992, surgieron problemas debido a las cambiantes demandas de los militares de la India, la financiación y las cuestiones contractuales con Messerschmitt-Bölkow-Blohm, que fue el consultor para el diseño. Más demora fue causada por las sanciones EE. UU. después de los ensayos nucleares indios en 1998, ya que el motor original cayó bajo un embargo. A continuación, el helicóptero utilizó el Turbomeca TM 333-2B2 turboeje que podía producir 746 kW (1000 SHP) cada uno y se firmó un acuerdo con Turbomeca para desarrollar un motor más potente.
Un Sistema Integrado de armas (WSI) Dhruv está en fase de desarrollo para los servicios militares de la India. Tendrá talón de alas equipadas para el transporte de hasta ocho misiles antiblindaje, de cuatro misiles aire-aire o cuatro vainas de cohetes de 68mm y 70mm. La variante WSI tendrá también FLIR (Forward Looking Infrared), CCD (dispositivo de carga acoplada) de cámara y un objetivo con el sistema de adquisición de vista térmico y telémetro láser.
En diciembre de 2006, Nexter Systems (anteriormente Giat) se adjudicó un contrato para la instalación de la torreta THL 20 20mm en los primeros 20 helicópteros Dhruv de las fuerzas indias. La torreta está armada con el cañón automático M621 de bajo retroceso de cañón y se combina con un casco-montado.
El helicóptero estaba equipado con el motor más potente Shakti desarrollado conjuntamente por HAL y Turbomeca, y ahora en la producción. El primer vuelo de prueba de la Dhruv con el nuevo motor y la versión militar tuvo lugar el 16 de agosto del 2007. La versión naval del helicóptero está equipado con el sonar Mihir que está integrado con el sistema de control de tiro del helicóptero.

## Componentes del Rudra Mk. IV
Referencias:

### Electrónica
| Sistema                                           | País   | Fabricante             | Notas                                                                           |
| ------------------------------------------------- | ------ | ---------------------- | ------------------------------------------------------------------------------- |
| Redes de datos                                    |        |                        | MIL-STD-1553B, ARINC 429, ARINC 708, Fast Ethernet, USB, RS-422, RS-485, RS-232 |
| Computadora de misión y presentación (DMC)        | Israel | Aitech Defense Systems |                                                                                 |
| HMD                                               | Israel | Elbit                  | JEDEYE                                                                          |
| Torreta de reconocimiento y búsqueda de objetivos | Israel | Elbit                  | CoMPASS                                                                         |
| Sistema integrado de autoprotección               | Suecia | Saab AB                | IDAS-3                                                                          |
| Sistema de advertencia láser                      | Suecia | Saab AB                | LWS-310                                                                         |
| Sistema de advertencia de radar                   | Suecia | Saab AB                | RWS-300                                                                         |
| Sistema de advertencia de aproximación de misil   | Suecia | Saab AB                | MAW-300                                                                         |
| Dispensadores de contramedidas                    | Suecia | Saab AB                | BOP-L                                                                           |

### Armamento

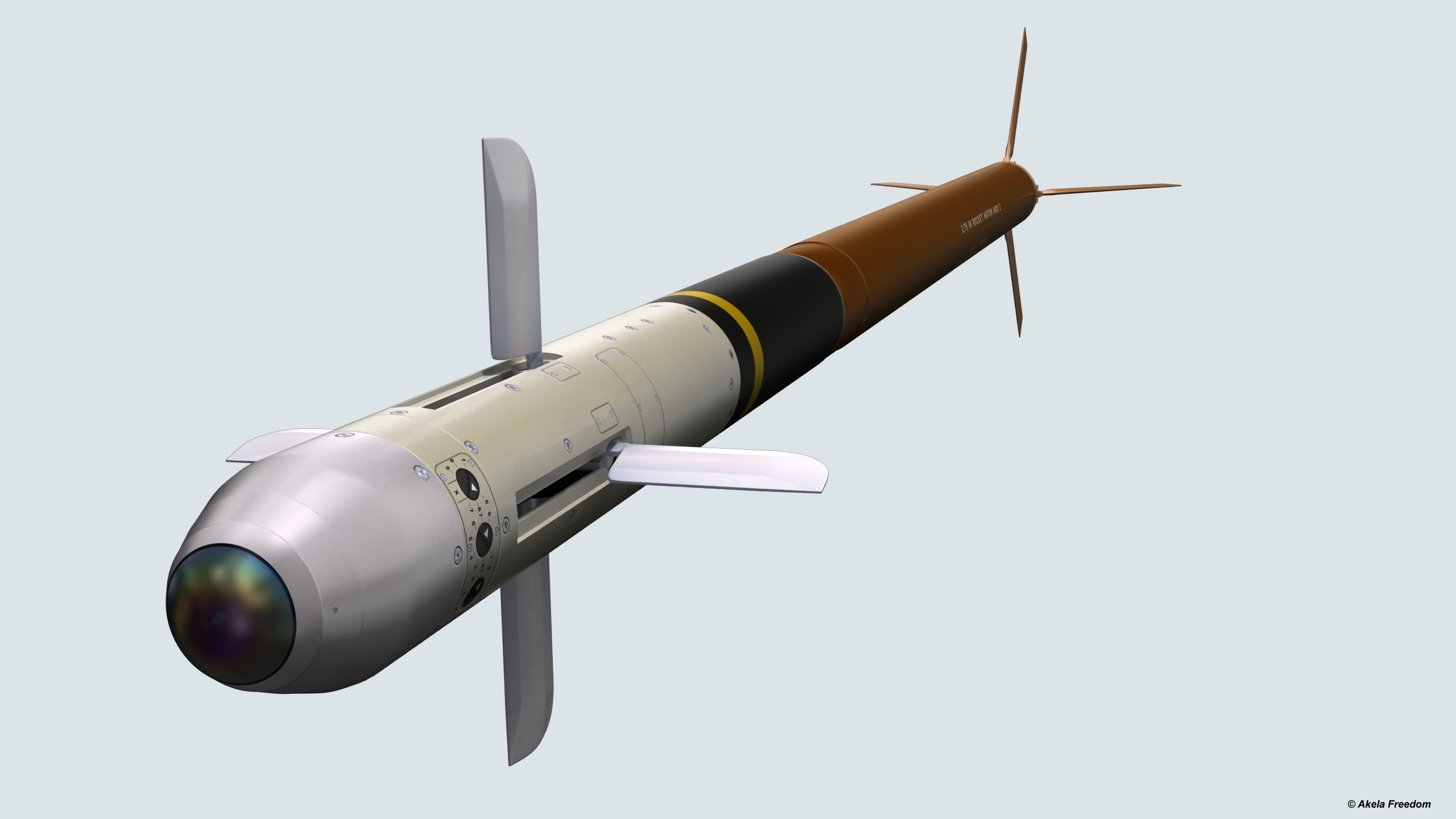
FZ275 LGR

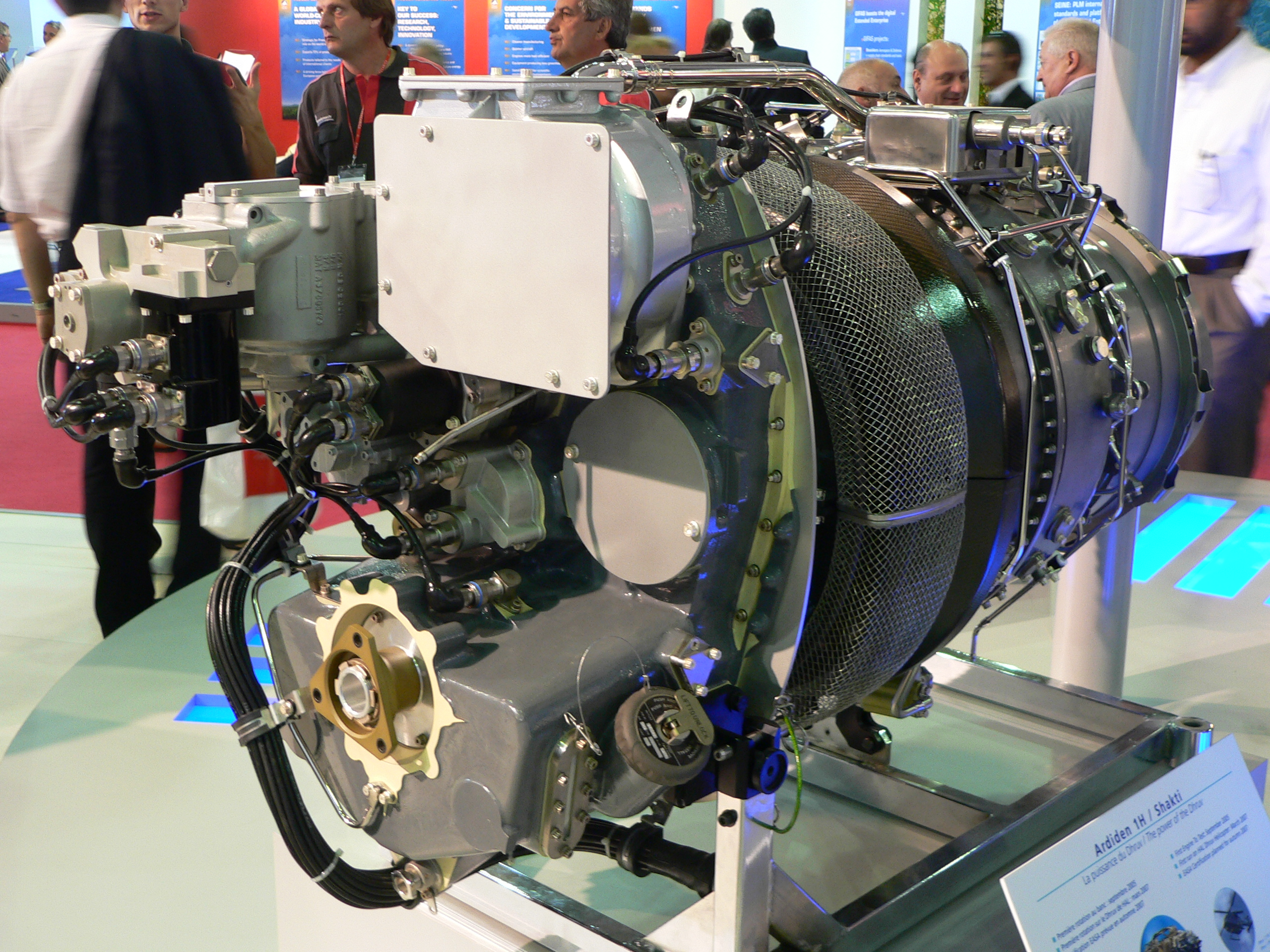
Shakti

| Sistema                                               | País    | Fabricante                   | Notas             |
| ----------------------------------------------------- | ------- | ---------------------------- | ----------------- |
| Cañón                                                 | Francia | GIAT/Nexter                  | 1 × M621 de 20 mm |
| Cohete guiado por láser aire-tierra FZ275 LGR de 70mm | Bélgica | Forges de Zeebrugge          |                   |
| Misil antitanque HELINA                               | India   | DRDO Bharat Dynamics Limited |                   |
| Misil aire-aire Mistral                               | Francia | MBDA                         |                   |

### Propulsión
| Sistema | País          | Fabricante                              | Notas                        |
| ------- | ------------- | --------------------------------------- | ---------------------------- |
| Motor   | Francia India | Turbomeca Hindustan Aeronautics Limited | 2 × HAL/Turbomeca Shakti 1H1 |

## Historia operacional

### Militar

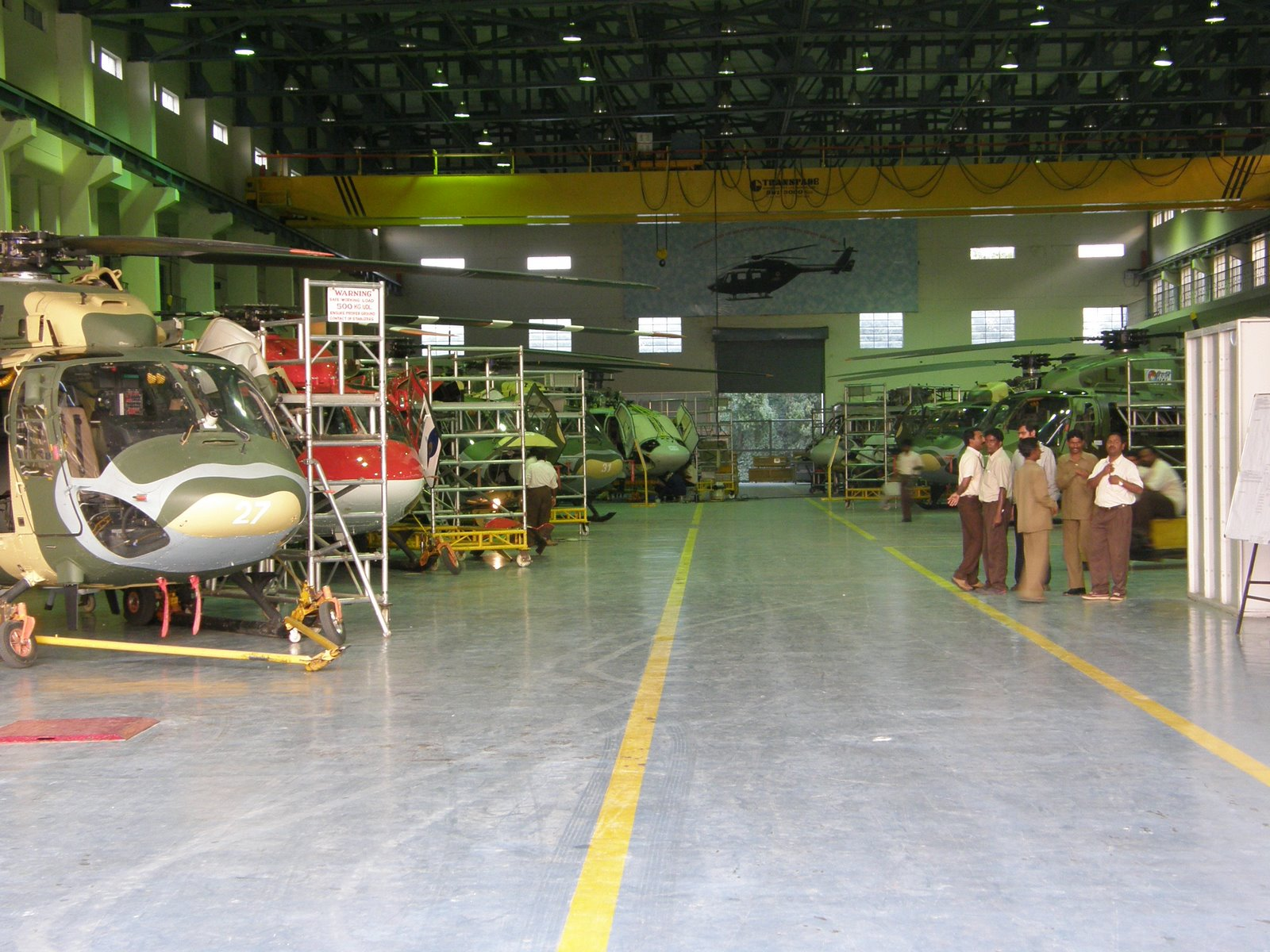
Línea de producción del Dhruv en la empresa HAL, Bangalore.

El Dhruv es capaz de volar a gran altura, un requisito esencial para el Ejército, que requiere para las operaciones de helicópteros en el glaciar de Siachen y Cachemira. En septiembre de 2007, se autorizó a un Dhruv un vuelo de gran altitud en el Sector de Siache, después de seis meses de ensayos. En octubre de 2007, un Dhruv voló a una altitud de 8.400 m (27.500 pies), ASL en Siachen. Esto fue lo más alto que el Dhruv había volado.

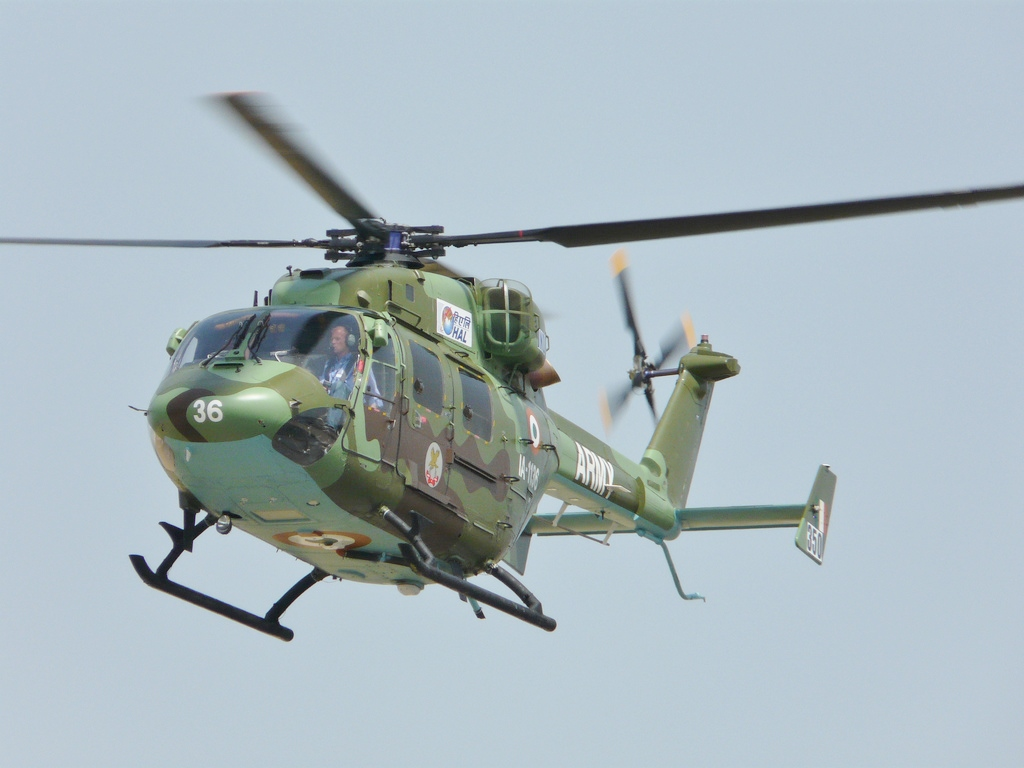
Un HAL Dhruv en servicio con el Ejército de la India en la ILA 2008.

Otro pedido de 166 helicópteros fueron colocados con HAL desde que el helicóptero está funcionando bien en zonas de mayor altura con el ejército indio. Las Fuerzas Armadas pueden pedir versiones de 12 ambulancias para su uso por los Servicios Médicos de las Fuerzas Armadas para las operaciones de evacuación médica. Las versiones ambulancia del Dhruv tendrán todo el equipo médico de urgencias necesario para el tratamiento de heridos.
En junio de 2008, el Hindustan Times informó que la Marina de la India ha decidido retirar más pedidos de la variante naval del Dhruv, declarando que no ha cumplido con los requisitos operacionales básicos. Sin embargo, estos rumores fueron al descanso por los recientes comentarios de la ministra de Defensa quien declaró en el Parlamento que la Armada no había rechazado y los ocho helicópteros ya estaban en funcionamiento en la función de utilidad. Sin embargo la versión antisubmarino no será inducida, ya que no satisface los requisitos de la Marina de la India en el papel de la lucha antisubmarino.

### Civil
HAL también produce una variante civil del Dhruv para transporte de personalidades, rescate, uso policial, operaciones marinas y ambulancia aérea, entre otros. El interior de la versión de transporte para personalidades ha sido diseñado por DC Desing, una empresa india de diseño de automóviles.
La Autoridad Nacional de Gestión de Desastres  ha realizado un pedido de 12 helicópteros ALH con HAL. Upadhyay, Piloto de pruebas en jefe, dijo que los helicópteros tendrán un conjunto completo de equipo médico, incluidos los ventiladores y dos camillas.
Otros compradores son el Servicio Geológico de la India (un helicóptero), ONGC para sus operaciones en alta mar, así como los gobiernos estatales para el transporte de personalidades y la policía.

## Ventas
El Dhruv se ha convertido en el primer gran sistema de armas de la India y han conseguido grandes ventas en el extranjero. HAL espera vender 120 Dhruvs durante los próximos ocho años, y ha podido mostrar los helicópteros Dhruv en varios certámenes aéreos, incluyendo Farnborough y París con el fin de comercializar el Dhruv.

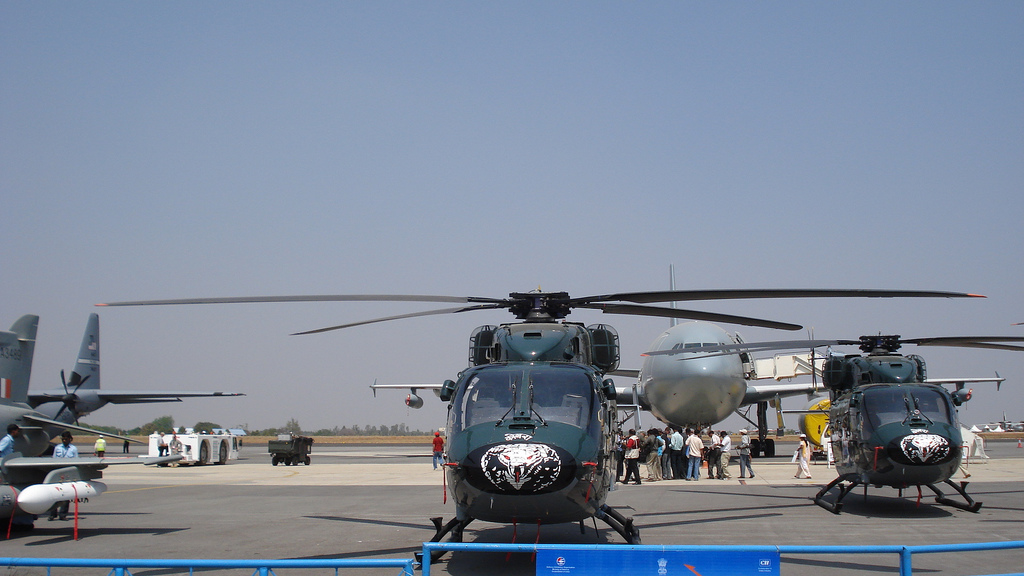
Dhruvs de la Fuerza Aérea del Ecuador.

Con un precio por unidad de al menos un 15% menos que sus rivales fabricados en Europa y Estados Unidos, Dhruv ha despertado interés en muchos países, principalmente naciones de Centro y Suramérica, África, Asia occidental, Asia sudoriental y el Pacífico. Las fuerzas aéreas de más de 35 países han enviado sus equipos de investigaciones, junto con las solicitudes de las manifestaciones.
Los primeros pedidos del extranjero por el Dhruv fueron colocados por Nepal a principios de 2004, para 2 Dhruvs. Otro Dhruv, una versión civil, fue arrendado al Ministerio de Defensa de Israel en 2004.
En junio de 2008, el gobierno de Perú pidió 2 Dhruvs de la versión de ambulancia aérea para uso de los servicios de salud peruanos.  Perú también ha mostrado interés en la versión militar del Dhruv.

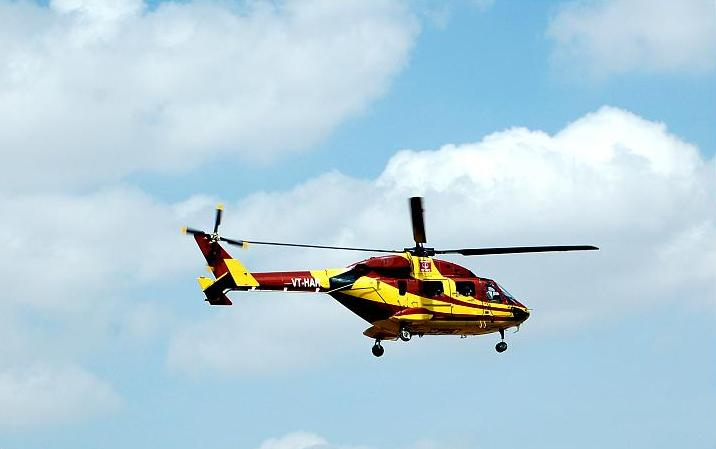
Variante civil del HAL Dhruv.

HAL también consiguió un pedido inicial de la Fuerza Aérea del Ecuador para siete Dhruvs. HAL ha ganado este concurso en medio de una fuerte competencia de Elbit, Kazán y Eurocopter. La oferta HAL de 50,7 millones de dólares por siete helicópteros fue de aproximadamente un 32% inferior a la segunda oferta más baja, de Elbit. Cinco helicópteros fueron entregados en febrero de 2009, durante el certamen de exhibición Aero India 2009. Los otros 2 helicópteros serán entregados en un plazo de seis meses. El 27 de octubre de 2009 se accidenta uno de ellos en una exhibición aérea en Quito, una ciudad ubicada a más de dos mil metros de altitud, por una maniobra errónea del copiloto por la altitud de la ciudad, se espera que la empresa aseguradora reponga la aeronave a la Fuerza Aérea del Ecuador en los próximos meses. Desde entonces, hasta el 28 de enero de 2015, tres helicópteros más sufrieron accidentes, quedando solamente tres en funcionamiento de los siete adquiridos.
Dhruv también participó en una licitación para Chile, de 8 a 10 unidades, de 5,5 toneladas, dos helicópteros con motor de nueva generación, pero perdió ante los helicópteros Bell 412 en medio de denuncias de torcer el brazo-por el Gobierno de los EE. UU.  La evaluación incluidos los vuelos a gran altura, en caliente y las condiciones del desierto, la cubierta del buque de aterrizaje, la búsqueda y el rescate en 12.500 pies (3.800 m) MSL, a una temperatura de 2 °C, así como los vuelos de larga distancia de transbordadores, de 107 horas de vuelo.
El 10 de agosto de 2008, el presidente de HAL confirmó que había concluido un acuerdo con Turquía para abastecer 3 Dhruvs de 20 millones de dólares. Turquía planea comprar hasta 17 helicópteros de asistencia médica.
La India también informa, que se propone transferir varios Dhruvs a Birmania. Esto dio lugar a protestas de Amnistía Internacional, que se refirió a la utilización de componentes procedentes de proveedores europeos, como una posible violación del embargo de armas de la UE a Birmania. En una carta dirigida al Presidente del Consejo de la UE, se declaró que había pruebas de que la India tiene previsto trasladar dos Dhruvs (con componentes europeos) a Birmania. Estos informes han sido negadas por el Gobierno de la India.
HAL está en la negociación con Bolivia para la entrega de 5 Dhruvs y con Venezuela para la entrega de 7 de los nuevos helicópteros de transporte. La Dhruv también se ofreció a Malasia. Indonesia también está evaluando los helicópteros Dhruv para su ejército.
Un vuelo de certificación para Europa y América del Norte también se está planificando, con el fin de aprovechar el gran mercado civil y poder ofrecerlos para el transporte de ejecutivos y hombres de negocios, dentro de este importante mercado para exportación.

## Usuarios

### Militares
India
- Ejército de la India (~115)
- Fuerza Aérea India (~35)
- Marina de la India (8)
- Guardia Costera de la India (4)

 Israel

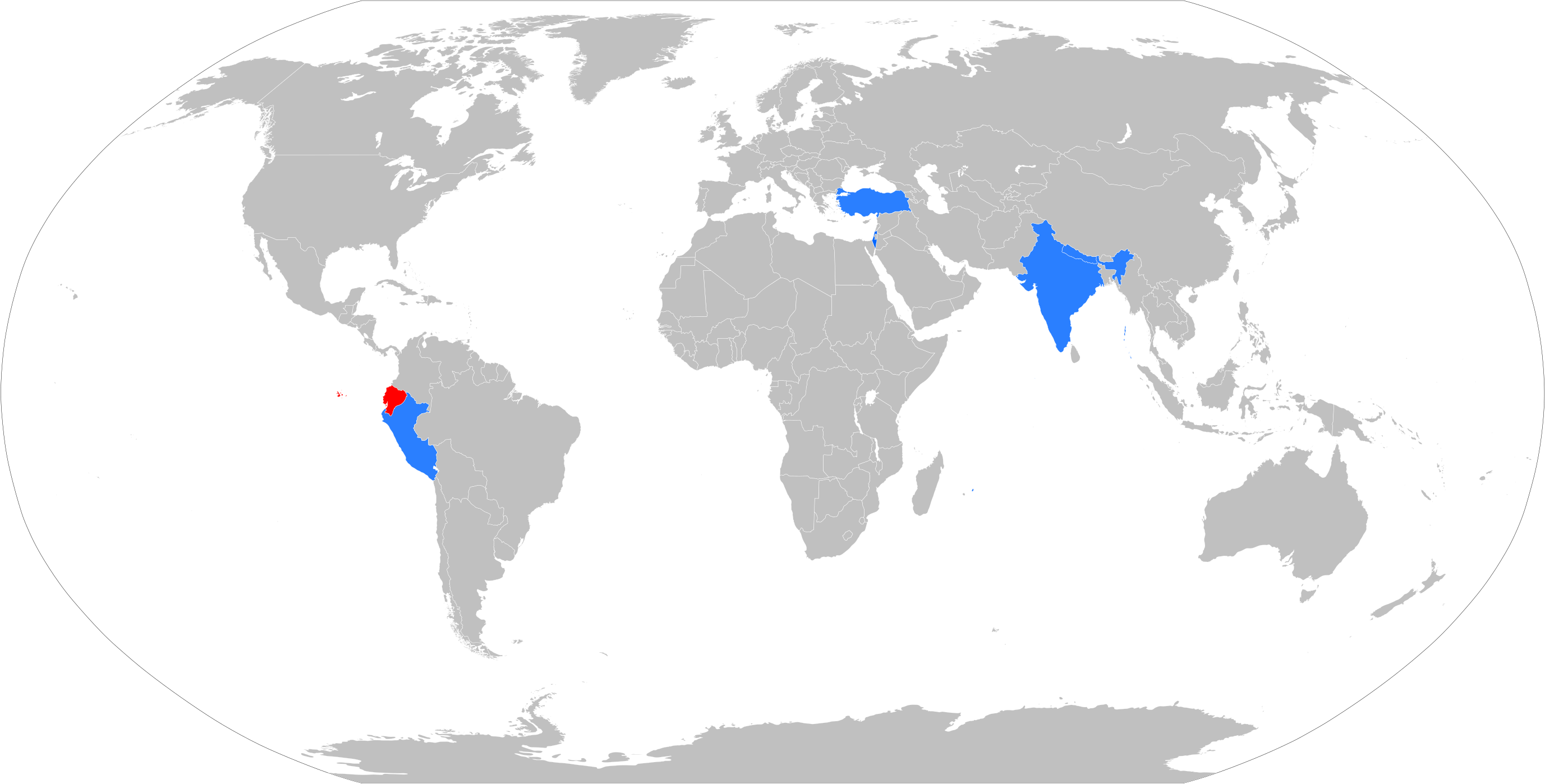
Usuarios del HAL Dhruv en azul, antiguos en rojo.

- Ministerio de Defensa de Israel (1)

 Maldivas
- Fuerza Nacional de Defensa de Maldivas[37]

 Nepal
- Servicio Aéreo Nepalí (2)

 Turquía
- Fuerzas Armadas de Turquía (3) (versión de ambulancia aérea)

#### Antiguos operadores militares
Ecuador
- Fuerza Aérea Ecuatoriana[37] retirado en 2015.[38][39]

### Civiles
India

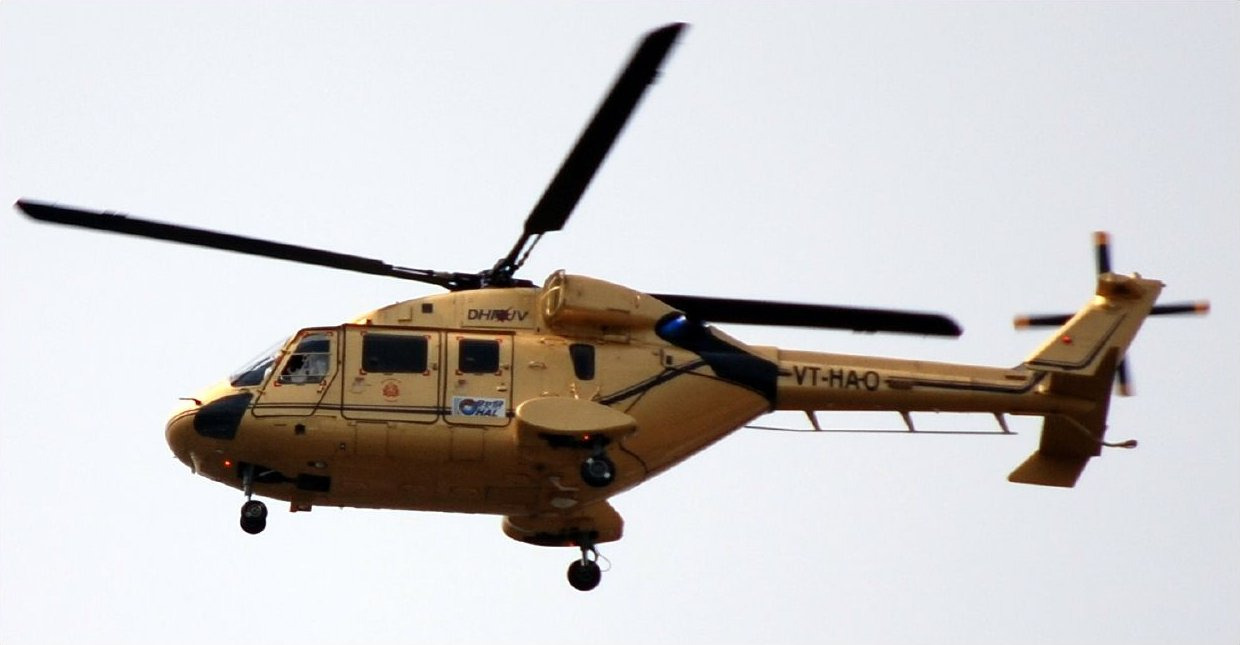
Versión civil del Dhruv.

- Corporación de Petróleo y Gas Natural (ONGC) (3)
- Gobierno del Estado de Chattisgarh
- Gobierno del Estado de Yarkhand para el transporte ejecutivo y la Policía (2)
- Gobierno del Estado de Karnataka para el transporte de personalidades (1)
- Servicio Geológico de la India (GSI) (uno pedido)
- Autoridad Nacional de Gestión de Desastres (NDMA) (12 pedidos)

 Mauricio
- Policía de Mauricio (?)

 Perú
- Ministerio de Salud del Perú[40]

## Incidentes
De los 7 helicópteros Dhruv comprados por Ecuador 4 se accidentaron en corto tiempo´, quedaron 3 que están inmovilizados nos preguntamos ¿Qué pasa?
- En noviembre de 2004, uno de dos HAL Dhruvs vendidos al Real Ejército de Nepal experimentó un aterrizaje forzoso, que dañó la parte inferior de la aeronave, al igual que el tren de aterrizaje. Estos daños fueron arreglados posteriormente por un equipo de HAL.[41]

- El 25 de noviembre de 2005, un HAL Dhruv que estaba siendo transportado para entrega al Gobierno de Yarkhand, tuvo un aterrizaje forzoso cerca de la localidad de Hyderabad, en el sur de la India, en el estado de Andhra Pradesh. Los tripulantes salieron sin incedentes.[42] Sin embargo, la flota de operaciones conformada por 65 naves pertenecientes al Ejército y la Guardia Costera fueron impedidos de operar, hasta que se investiguen los defectos en componentes del rotor de cola,[43] que fueron compuestos posteriormente.[44]

- El 21 de febrero de 2007, durante prácticas de Aero India, un HAL Dhruv de la Fuerza Aérea India colisionó, matando al copiloto e hiriendo al piloto. Posteriormente se averiguó que el accidente se debió a un fallo humano.[45][46]

- El 27 de octubre de 2009, un helicóptero Dhruv recientemente adquirido por la Fuerza Aérea Ecuatoriana se estrelló en el Aeropuerto Internacional Mariscal Sucre en la ciudad de Quito, Ecuador dejando a ambos tripulantes heridos, sin más víctimas. La aeronave se encontraba volando en formación militar junto a otros dos helicópteros Dhruv durante la conmemoración del los 89 años de la Fuerza Aérea Ecuatoriana (FAE).[47] Tras investigaciones preliminares, el Ejército Ecuatoriano ha pedido la revisión del contrato de compra, pues algunos helicópteros fueron adquiridos con motores nuevos pero fabricados de modelo 2005, en lugar de fabricados en 2008, tal como se había acordado.[48] La investigación atribuye el accidente a un error del copiloto, se espera que la empresa aseguradora de las aeronaves, reponga el helicóptero perdido a la Fuerza Aérea del Ecuador en los próximos meses.

- El 20 de febrero de 2014, el HAL Dhruv FAE-601 asignado al Presidente de la República de Ecuador Rafael Correa se accidentó en la provincia de Chimborazo en la comunidad San Roque. Viajaban cuatro miembros de la Fuerza Aérea Ecuatoriana. En la caída murieron el capitán Héctor Caicedo, el teniente Jorge Flores y el sargento Cristian Unda.

- En menos de un mes la fuerza Aérea del Ecuador (FAE) sufre dos accidentes el primero el 13 de enero de 2015 en Chongón cerca de Guayaquil cae en la represa un helicóptero DHRUV con un saldo de dos heridos y días después el 27 de enero de 2015, el HAL Dhruv FAE-605 se accidenta en Tena, provincia Napo, en Ecuador con varios heridos, dos accidentes en menos de un mes.[49]

- El 13 de octubre de 2015, el ministro de Defensa, Fernando Cordero, emitió el resultado de la investigación correspondiente a los dos últimos accidentes ocurridos en el primer trimestre del año 2015 donde se determina que el origen de estos accidentes fueron por fallos mecánicos por lo cual se dispuso la cancelación del contrato con la compañía HAL y se paralizó indefinidamente el uso de los tres helicópteros Dhruv que aún permanecen en el país.[50]

## Especificaciones

### Características generales
- Tripulación: 1 o 2 pilotos
- Capacidad: de 4 a 12 pasajeros
- Longitud: 15,87 m
- Altura: 4,05 m
- Área circular: 137 m² [cita requerida]
- Peso vacío: 2.502 kg
- Peso máximo al despegue: 5.500 kg
- Planta motriz: 2× turboeje Shakti.
  - Potencia: 895 kW (1200 HP; 1217 CV) cada uno.

### Rendimiento
- Velocidad máxima operativa (Vno): 280 km/h 175 mph, 150 nudos
- Radio de acción: 320 km 200 mi, 175 mn
- Alcance en ferry: 827 km 516 mi, 447 mn
- Techo de vuelo: 6500 m 21.680 pies
- Régimen de ascenso: 8,9 m/s 1,771 pie/min
- Potencia/peso: 0,20 hp/lb 329,73 W/kg

### Armamento
- Armas de proyectiles: Giat M621 de 20 mm
- Cohetes: 4 lanzaderas de cohetes de 68 mm
- Misiles: 

  - 8 misiles anticarro guiados
  - 4 misiles aire-aire
- Otros: 

  - 2 torpedos
  - Cargas de profundidad o misiles antibuque

### Desarrollos relacionados
- HAL Light Combat Helicopter
- HAL Light Observation Helicopter

### Aeronaves similares
- AgustaWestland AW139
- Eurocopter EC 145
- Bell 222/230
- Bell 427
- Sikorsky S-76